# عباس امیرانتظام
عباس امیرانتظام (۲۷ مرداد ۱۳۱۱ – ۲۱ تیر ۱۳۹۷) سیاستمدار ایرانی بود که از ۱۳۵۷ تا ۱۳۵۸ به‌عنوان معاون نخست‌وزیر و نیز سخنگوی دولت مهدی بازرگان فعالیت کرد. او عضو شورای رهبری جبهه ملی ایران بود. امیرانتظام نخستین و قدیمی‌ترین زندانی سیاسی پس از انقلاب ۱۳۵۷ به‌شمار می‌رفت که از آذر ۱۳۵۸ تا ۱۳۷۵ در حبس به سر برد.

## پیشینه
امیرانتظام از هواداران محمد مصدق بود و پس از کودتای ۲۸ مرداد به نهضت مقاومت ملی پیوست. امیرانتظام اما آن‌گونه که خود اذعان می‌دارد در سال ۱۳۳۶ برای استحکام دولت پس از کودتا ارائه طریق می‌کند: 
در سال ۱۳۳۶ به شاه یک پیشنهادی دادم که کپی آن را الآن هم دارم. من در آنجا پیشنهاد ایجاد سپاه کار و دانش و کشاورزی، صنعت و… داده بودم که این موارد را بعدها به عنوان منشور شاه در ستون‌هایی که وسط میادین شهرهای ایران می‌ساختند به نام شاه می‌نوشتند.
او از اعضای فعال آن سازمان بود و با رهبران آن به ویژه مهدی بازرگان ارتباط نزدیک داشت.
اما در روایتی دیگر از زبان خود او سه ماه بعد از تأسیس نهضت و عضویت وی در آن با اخذ بورسیه‌ای از فرانسه برای ادامه تحصیل راهی این کشور می‌شود. وی چه در مدت اقامت در پاریس، چه در شهرهای مختلف آمریکا تا سال ۱۳۴۹ هیچ‌گونه فعالیت اجتماعی یا سیاسی نداشته است.
روابط او با بازرگان از دانشگاه تهران شروع شده بود، زمانی که بازرگان استاد و رئیس دانشکده فنی بود و امیرانتظام دانشجوی وی مورد احترام و اعتماد بازرگان بود.

درکتاب نیم قرن خاطره و تجربه خاطرات عزت‌الله سحابی اما می‌خوانیم:
آقای امیرانتظام در خاطرات خود اشاره‌ای به این مطلب نموده است که در سال ۵۷ روزی در خیابان به‌طور اتفاقی… مهندس بازرگان را دیده است و با هم صحبت‌هایی داشته‌اند و از آن پس با ایشان همکاری نموده است.
و در جریان انقلاب ۱۳۵۷ ایران به عنوان نماینده بازرگان با شاپور بختیار مذاکره کرد و سرانجام بختیار را متقاعد کرد تا از نخست‌وزیری استعفا بدهد.
اما طبق آنچه در کتاب ابراهیم یزدی آمده است، توافق امیرانتظام با بختیار به این شکل بود که آنها تنها در صورتی استعفای بختیار را منتشر کنند که در ملاقات با سید روح‌الله خمینی وی مأمور تشکیل دولت موقت برای فراهم آوردن زمینه رجوع به آرای مردم شود.

که خمینی در مخالفت با این پیشنهاد اینگونه اظهار می‌دارد:
آنچه ذکر شده است که شاهپور را با سمت نخست‌وزیری من می‌پذیرم دروغ است بلکه تا استعفا ندهد او را نمی‌پذیرم چون او را قانونی نمی‌دانم. حضرات آقایان به ملت ایران ابلاغ و اعلام فرمایید که توطئه‌ای است در دست اجرا و از این امور جاریه گول نخورید. من با بختیار تفاهم نکرده‌ام و آنچه سابق گفته است که گفت‌وگو بین او و من بوده دروغ محض است. ملت باید موضع خود را حفظ کنند و مراقب توطئه‌ها باشد
وی در زمان نخست‌وزیری مهدی بازرگان، چندین مسئولیت از جمله معاونت نخست‌وزیری و سخنگوی دولت را بر عهده داشت. این امر موجب اعتراض و دلخوری و حساسیت تعداد زیادی از اعضای نهضت آزادی شد.

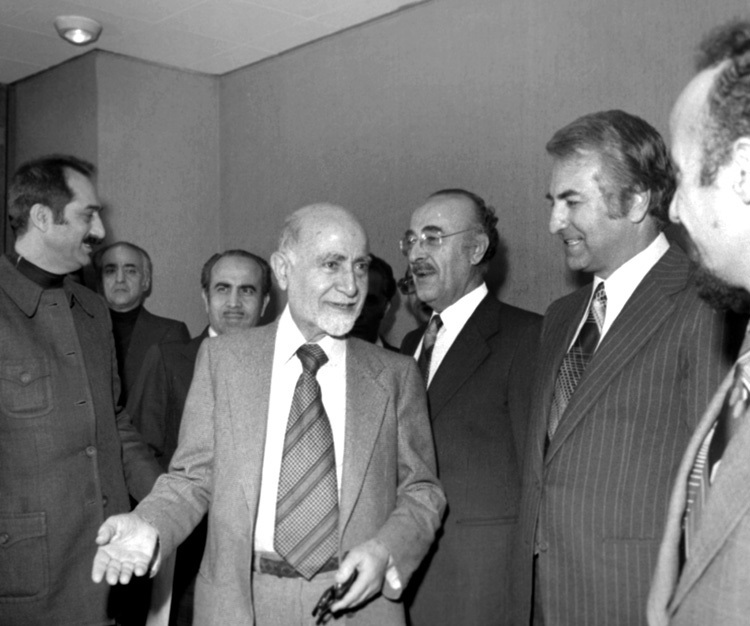
امیر انتظام و یاران

سید محمدمهدی جعفری یکی از اعضای نهضت در خاطراتش در این زمینه می‌نویسد: 
آقای امیرانتظام که سخنگوی دولت بود، سخت مورد انتقاد ما بود. ایشان مسائل ابتدایی اسلامی و مکتبی را نمی‌دانست… ما از مهندس بازرگان انتقاد کردیم و گفتیم: شما چرا چنین کسی را به عنوان سخنگوی دولت تعیین کرده‌اید؟ سخنگوی دولت کیست؟ چه سابقه‌ای در مبارزه دارد… امیرانتظام در نهضت مقاومت ملی بود و در اوایل تشکیل نهضت آزادی هم عضو بود، اما بعداً به آمریکا رفت و کار خاصی هم تا انقلاب نکرده بود. پس از مشورت با آیت‌الله طالقانی ما بار دیگر بیانیه‌ای در نقد عملکرد امیرانتظام با امضای نهضت آزادی صادر کردیم و در آن گفتیم که آقای امیرانتظام… اصلاً فرد مناسبی برای سخنگویی دولت انقلاب نمی‌باشد. به دنبال فشار ما مهندس بازرگان ناچار شد امیرانتظام را از معاونت نخست‌وزیری بردارد و به عنوان سفیر ایران در سوئد تعیین کند… پس از مدتی شنیدیم که در سوئد نیز ایشان همان تشریفات دوره سلطنتی را اجرا کرده و مثلاً با کالسکه به حضور پادشاه سوئد بار یافته… ما به هرحال با دولت مهندس بازرگان بر سر آقای امیرانتظام توافقی نداشتیم.
امیرانتظام از مخالفان ولایت فقیه بود و برای جلوگیری از تصویب ولایت فقیه، طرح انحلال مجلس خبرگان قانون اساسی را ارائه داد که مورد تأیید بازرگان و اکثریت قاطع وزرا قرار گرفت. اما با واکنش روح‌الله خمینی و هوادارانش، به سرانجام نرسید. او هم‌چنین به عنوان سفیر ایران در اسکاندیناوی و نماینده ویژه رئیس دولت در مذاکره با کشورهای اتحاد جماهیر شوروی و آمریکا فعالیت کرد.
در زمانی که امیرانتظام به عنوان سفیر در اسکاندیناوی مشغول کار بود پس از گروگان‌گیری در سفارت ایالات متحده آمریکا او را به ایران احضار کردند و به اتهام ارتباط با آمریکا محاکمه کردند. دانشجویان تسخیرکننده سفارت آمریکا معتقد بودند که وی جزو عوامل آمریکا در دولت موقت بود.
یکی از شواهدی که ضد او مطرح شد این بود که سفیر آمریکا در نامهٔ خود به او، نوشته «آقای عباس امیرانتظام عزیز» در حالی که به‌کارگیری واژهٔ عزیز جزو عُرف روابط بین‌الملل است. امیرانتظام به اعدام محکوم شد. اما با تلاش‌های بازرگان، حکم او به حبس ابد کاهش یافت. او در چند سال پایان زندگی به دلیل شدت بیماری و نیز جراحی‌های پی‌درپی در خانهٔ خود تحت نظر و محصور بود. او خواستار تغییر نظام سیاسی ایران از طریق برگزاری همه‌پرسی بود و از مخالفان مهم جمهوری اسلامی به حساب می‌آمد.

او در کتاب ناگفته‌های انقلاب ۵۷ می‌نویسد:
آمریکا به قدرت منحصر به فرد تبدیل شده. صلح اعراب و اسرائیل آخرین چیزی است که باقی مانده است و آن هم به نظر می‌آید در آینده‌ای نه چندان دور انجام گیرد… طبق این برنامه نظام جمهوری اسلامی ایران هم باید برود. چون نظام مذهبی نمی‌تواند سازنده باشد.

## زندگی
امیرانتظام در سال ۱۳۱۱ در تهران زاده شد. نام خانوادگی او تا دوران جوانی «روافیون» بود که در حدود دهه ۱۳۳۰ خورشیدی آن را تغییر داد. وی متأهل و دارای سه فرزند بود. همسر سوم وی الهه میزانی است که در ۱۶ اسفند ۱۳۷۵ و هنگامی که در مرخصی از زندان بود با او ازدواج کرد. در آذر ۱۳۹۳ او در نمایشگاه نقاشی محمد نوری‌زاد اعلام کرد که دختر بزرگ او ۴۳ ساله، پسر بزرگ او ۴۰ ساله و پسر دوم او ۳۷ ساله‌اند و او ۳۷ سال است که فرزند خود را ندیده است.
وی دارای کارشناسی ارشد مهندسی برق و ماشین از دانشکده فنی دانشگاه تهران در سال ۱۳۳۴، گواهینامه بتن از پاریس ۱۳۴۲، و کارشناسی ارشد در سازه ساختمان از دانشگاه برکلی آمریکا (۱۳۴۳–۱۳۴۵) بود.

## برخی سوابق
- مدیرعامل شرکت مهندسی مشاور تدبیر صنعت سال ۱۳۴۹
- معاون نخست‌وزیر و سخنگوی دولت موقت بازرگان
- نماینده ویژه رئیس دولت موقت در مذاکرات با ایالات متحده و اتحاد جماهیر شوروی ۱۳۵۸
- سفیر ایران در کشورهای اسکاندیناوی از سال ۱۳۵۸ تا تاریخ بازداشت (۲۸ آذر ۱۳۵۸)

## فعالیت‌های سیاسی و اجتماعی

### آغاز فعالیت‌ها

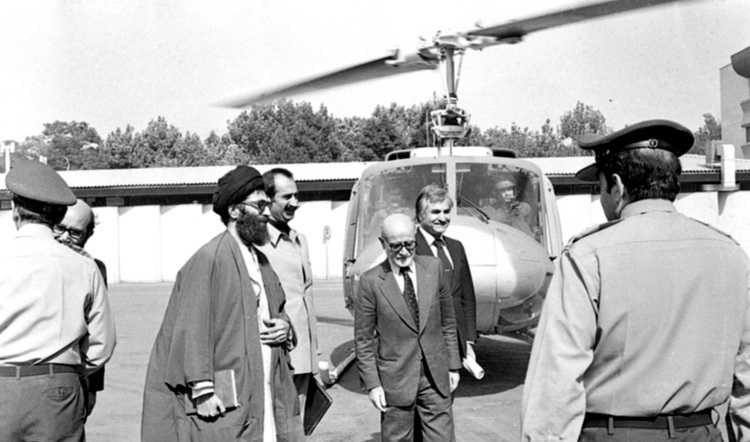
امیرانتظام در اوایل مسئولیت

امیر انتظام در سال ۱۳۲۷ ضمن تحصیل در دبیرستان دارالفنون جذب جنبش ملی شدن صنعت نفت به رهبری محمد مصدق شد. در سال ۱۳۳۲ نامه اعتراضیه نهضت مقاومت ملی ایران نسبت به کودتای ۲۸ مرداد را در تهران به نیکسون داد و تا سال ۱۳۴۲ مهدی بازرگان را در فعالیت‌های سیاسی همراهی نمود. پس از آن دوباره از سال ۱۳۴۹ تا روز دستگیری در کنار بازرگان به مبارزه پرداخت.

### فعالیت‌های پس از انقلاب
او بعد از انقلاب به‌عنوان سخنگوی دولت مهدی‌بازرگان و سپس سفیر ایران در سوئد و اسکاندیناوی به فعالیت پرداخت.

### بازداشت و محاکمه

#### چگونگی دستگیری

عباس امیرانتظام در دادگاه انقلاب

اندکی بعد از اشغال سفارت آمریکا در تهران و آغاز گروگان‌گیری در سفارت ایالات متحده آمریکا به دست دانشجویان پیرو خط امام، امیرانتظام در حالی‌که در کشورهای اسکاندیناوی به عنوان سفیر ایران فعالیت می‌کرد، به تهران فراخوانده شد و بلافاصله او را به منزل یکی از اعضای سفارت اشغال‌شده آمریکا در پشت سفارت انتقال داده و مورد بازجویی قرار می‌دهند، به گفته بازجوی وی جلسات بازجویی او در این زمان در حدود یک هفته و بیش از ۱۰ جلسه طول کشیده است. و در نهایت در ۲۸ آذر ۱۳۵۸ به اتهام همکاری با سازمان جاسوسی سیا و ارتباط پنهانی با آمریکا بازداشت شد.

#### اتهام
دانشجویان پیرو خط امام تأکید داشتند اسناد و مدارک زیادی دال بر ارتباط‌های سری امیرانتظام با آمریکایی‌ها در اختیار دارند. با این حال محمدحسین متقی بازجوی امیرانتظام در سال ۱۳۹۹ و دو سال پس از مرگ وی بیان کرد که هیچ مدرکی دال بر جاسوسی عباس امیرانتظام پیدا نشد و او را قربانی «معرکه» آمریکاستیزی و «جو ضد بازرگان» دانست که با تحریک شوروی و حزب توده صورت گرفته است.

#### محاکمه
در جریان محاکمه وی، شیخ علی تهرانی با انتشار نامه‌ای خطاب به بنی‌صدر - رئیس‌جمهور وقت ایران - در ۱۵ فروردین ۱۳۶۰ خواستار مداخلهٔ وی در دادگاه غیرقانونی امیر انتظام شده بود. در خلال دستگیری و محاکمهٔ امیرانتظام، احزاب و گروه‌های چپ برای تخریب چهرهٔ وی و دولت موقت مهدی بازرگان، با انتشار مقالات و بیانیه‌هایی روی جاسوسی امیرانتظام تمرکز زیادی کردند.
محمدحسین متقی، که بازجویی از عباس امیرانتظام و بازپرسی پرونده او را برعهده داشته، صورت جلسه‌ای مبنی بر بی‌گناهی عباس امیرانتظام به علی قدوسی که در آن زمان دادستانی کل انقلاب را برعهده داشته ارسال کرده است و علی قدوسی موضوع بی‌گناهی عباس امیرانتظام را به روح‌الله خمینی می‌رساند. اما در نهایت دادگاهی به ریاست محمد محمدی گیلانی «تحت تأثیر شرایط خاص» برای محاکمه عباس امیرانتظام برگزار می‌شود که بنابر این گزارش اظهارات محمد منتظری علیه عباس امیرانتظام در آن «تأثیری فراوان» داشته است.
با این حال طبق گفته‌های فرشته بازرگان، دختر مهدی بازرگان، تنها دغدغه مهدی بازرگان تا واپسین روزهای عمرش مسئله زندانی بودن امیرانتظام بوده است که مهدی بازرگان را رنج می‌داده است و مسئله آزادی امیرانتظام را، به عنوان آرزویی ناکام یاد می‌کرده است.
وی در تاریخ ۲۸/۹/۱۳۵۸ به اتهام توطئه برای انحلال مجلس خبرگان، مخالفت با نظام ولایت فقیه، تلاش برای ایجاد اختلاف بین فلسطینیان و لیبیایی‌ها با ایران، فراری دادن سران رژیم سابق و ارائه اطلاعات سری به آمریکائیان دستگیر و پس از ۴۵۴ روز بازداشت در سلول انفرادی، در دادگاه ویژه انقلاب بدون حضور وکیل و هیئت منصفه به اعدام محکوم شد که با تلاش مهدی بازرگان به حبس ابد تقلیل یافت. او در تمامی سال‌های محکومیتش خواستار برگزاری دادگاه تجدید نظر و اعاده حیثیت خویش شده بود.

او در کتاب خاطرات خود می‌گوید:
 پس از چهار صد و پنجاه و چهار روز اقامت در سلول انفرادی بدون ملاقات با کسی در روز ۲۶ اسفند ۱۳۵۹ محاکمه‌اش شروع شده و در تمام این مدت از حق ملاقات و امکان مشاوره با وکیل محروم بوده است:» تنها ارتباط من با دنیای خارج از سلول، روزنامه بود که گاهگاهی به من می‌دادند و من همه مطالب آن را می‌خواندم و در سلولم نگاه می‌داشتم.
امیرانتظام ادامه می‌دهد: در این حال اختلاف شدیدی نیز بین بنی صدر، رئیس‌جمهور وقت و شورای انقلاب بروز کرده بود و در چنین جو پرتلاطم و وحشت آوری تصمیم گرفته شد که مرا در روز ۲۶ اسفند محاکمه و در روز ۲۹ اسفند اعدام کنند اما یک روز قبل از شروع دادگاه بنا به پیشنهاد مهدی بازرگان که پس از استعفا از نخست‌وزیری، نماینده مجلس در دوره اول و نیز عضو شورای انقلاب بود، قرار شد که برای حل اختلافات بین رئیس‌جمهور و شورای انقلاب یک کمیسیون سه نفری با عضویت دکتر بهشتی، اشراقی و محمد یزدی تشکیل شود.»
محاکمه او یکی از جنجالی‌ترین دادگاه‌های پس از انقلاب بوده است. او از اولین زندانیان سیاسی محبوس در زندان اوین پس از انقلاب بود. او از منابع گزارش گالیندوپل (نماینده کمیسیون حقوق بشر سازمان ملل متحد) در سال ۷۰ پیرامون وضعیت حقوق بشر در زندان‌های ایران بوده است.

### مصاحبه با روزنامه جامعه
وی در مصاحبه با روزنامه جامعه (توسط ابراهیم نبوی) که ۷، ۸، و ۹ اردیبهشت ۷۷ منتشر شد دربارهٔ اتهام جاسوسی آمریکا می‌گوید: 
در نوزده سال (از سال ۱۳۵۸ تا سال ۱۳۷۷) گذشته منتظر چنین فرصتی بودم که این سؤال در داخل کشور از من پرسیده شود و من بتوانم مسائل را به اطلاع هموطنانم برسانم. شما اطلاع دارید که در دولت موقت من معاون نخست‌وزیر، سخنگوی دولت و مسئول مذاکره و مکاتبه با تمام سفارتخانه‌ها در داخل کشور بودم، از جمله آمریکا؛ و ما با آمریکا بیشترین قراردادها را داشتیم، چیزی حدود ۱۲۰۰ قرارداد؛ بنابراین مراجعهٔ آن‌ها برای ارتباط با دولت بیشتر با نخست‌وزیری انجام شد. چه آقای سولی‌وان به‌طور شخصی یا کاردار ایشان یا از طریق مکاتباتی که با ما صورت می‌گرفت؛ بنابراین ملاقات‌ها به صورت روزانه یا چند بار در هفته انجام می‌شد.
ملاقات‌ها کاملاً رسمی و در دفتر نخست‌وزیری انجام می‌گرفت و معمولاً در حضور عده‌ای از همکاران من که در قسمت سیاسی کار می‌کردند در دفتر خودم اتفاق می‌افتاد. نامه‌هایی را که نمایندگی‌های دولت‌های خارجی در ایران به نخست‌وزیری می‌نوشتند، من مطالعه می‌کردم و نتیجه را به مهندس بازرگان، نخست‌وزیر، اطلاع می‌دادم. این مسئولیت را آقای بازرگان به من داده بودند. ما با همهٔ سفارتخانه‌ها مکاتبه می‌کردیم و جواب نامه‌های آن‌ها را می‌دادیم. از جمله سفارت آمریکا. بعدها وقتی در آبان ۱۳۵۸ سفارت آمریکا اشغال شد و اسمش را گذاشتند جاسوس خانه، تمام مکاتباتی را که از آنجا به دست آوردند، به عنوان اسناد لانهٔ جاسوسی تلقی کردند، در حالی که این اسناد مکاتباتی رسمی و قانونی است که بین دولت آمریکا و دولت ایران انجام شده و بخشی از آن‌ها را من از طرف نخست‌وزیر امضاء کردم، اما آنهایی که سفارت را اشغال کردند، این نامه‌ها را به عنوان اسناد جاسوسی علیه دولت وقت و شخص من مورد استفاده قرار دادند. مطلقاً چیز دیگری نبود، مطلقاً.
قبل از انقلاب من در کنار آقای مهندس بازرگان بودم و به عنوان مترجم ایشان در ملاقات با آقای سولی‌وان یا سفیر آلمان یا سایر سفرایی که با ایشان ملاقات می‌کردند حاضر می‌شدم. این ملاقات‌ها در دفتر من انجام می‌شد، خود آقای بازرگان هم بودند. گاهی آقای سولی‌وان بودند، گاهی آقای استمپل در آن جلسات حاضر می‌شدند و من هم کار خودم را به عنوان مترجم انجام می‌دادم. ملاقات دیگری انجام شد که در آن ملاقات موسوی اردبیلی، بازرگان، سولیوان، استمپل و من بودیم. این ملاقات در منزل بیژن سحابی انجام شد.
منظورم این است که ما در تماس با دولت‌های خارجی مثل دولت آلمان، روسیه یا آمریکا دیدگاه‌های آن‌ها را در می‌یافتیم، این ملاقات‌ها بین مهندس بازرگان با سفرای این کشورها اتفاق می‌افتاد و من به عنوان مترجم در این ملاقات‌ها حضور داشتم.

### خروج از زندان اوین

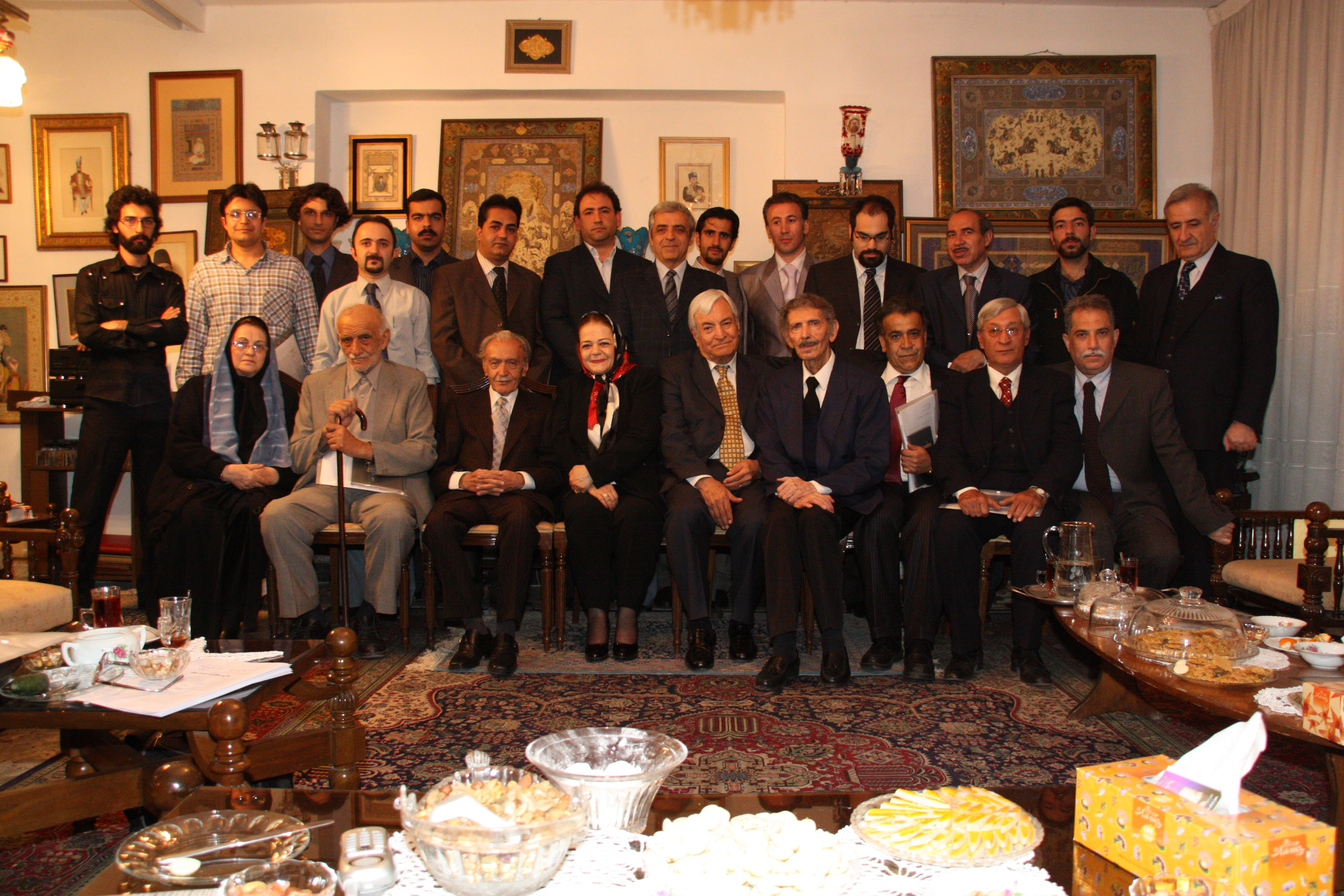
دیدار عمومی نوروزی جبهه ملی ایران - سرای استاد ادیب برومند ۱۳۸۸

در خواست وی برای برگزاری دادگاه تجدید نظر و اعاده حیثیت هم از سوی مقامات رد می‌شود. او توصیه مقامات قضایی برای نوشتن درخواست عفو در ابتدای دهه هفتاد را رد می‌کند، اما به تعبیر خودش چند سال بعد از زندان اوین اخراج می‌شود.

### مهم‌ترین جمله مهدی بازرگان در حمایت از امیرانتظام
زمانی که مسعود بهنود به تهران آمده بودند و برای نوشتن کتاب ۲۷۵ روز بازرگان با مهدی بازرگان صحبت کرده بود و وقتی که از ایران رفت، نامه‌ای برای امیرانتظام نوشت که: مهدی بازرگان به او گفته است: او می‌رود اما تا زمانی که مشکل امیرانتظام حل نشود، یک دست او از قبر بیرون است. 

### مصاحبه، پرونده‌های تازه، زندان و حبس خانگی
پس از ترور سید اسدالله لاجوردی زندانبان معروف، وی در مصاحبه‌ای که شهریور ۷۷ با رادیو آمریکا داشت لاجوردی را «جلاد» نامید و به انتقاد از عملکرد سیداسدالله لاجوردی پرداخت. این مصاحبه منجر به تشکیل پرونده‌ای جدید علیه وی با شکایت خانواده سیداسدالله لاجوردی به اتهام «تهمت» و مدعی العموم به اتهام «اقدام علیه امنیت ملی» شد و در سال ۱۳۷۹ مجدد به زندان اوین بازگردانده شد. اولین جلسه دادگاه وی در ۲۳ خرداد ۱۳۸۵ برگزار شد. او در دادگاه تأکید کرد: «هرآنچه در مصاحبه سال ۱۳۷۷ گفتم، حقیقت است.» دستگاه قضایی چندی بعد علی‌رغم زندانی کردن وی، این پرونده را بست.

سال ۱۳۸۲ امیرانتظام در نامه‌ای و مقاله‌ای مجموع تجربیات و مطالعات خود را در جزوه‌ای با عنوان رفراندوم نوشت و در آن با مخالفت با طرح دو لایحه سید محمد خاتمی رئیس‌جمهور، به جامعه ایرانی نوشت:
«اصلاح قانون اساسی مشکلی را حل نمی‌کند بلکه متمدنانه‌ترین و دموکرات‌ترین راه حل برپائی رفراندومی برای تعیین نوع حکومت ایران زیر نظارت نهادهای بین‌المللی است».
بعد از انتشار این مقاله بار دیگر او راهی زندان شد. سومین دوره زندانی که در اردیبهشت سال ۸۲ با انتشار طرح رفراندوم برای تعیین حکومت به آن گرفتار شد، مهرماه همان سال و در زمانی متوقف گردید که به گواه پزشکان انواع بیماری‌ها و نیاز به عمل جراحی فوری ماندن وی را در زندان غیرممکن کرده بود.

### دیدار با نماینده سازمان ملل
نمایندگان سازمان ملل در سال ۸۱ نیز دوباره با امیر انتظام دیدار کردند. این برای اولین بار پس از ۷ سال بود که مقامات ایران اجازه بازدید نمایندگان کمیسیون حقوق بشر را به این سازمان دادند. پنج عضو از «گروه کاری پیگیری بازداشت‌های خودسرانه» وابسته به سازمان ملل متحد، روز شنبه ۲۶ اسفند ۸۱ دیدار خود را از ایران آغاز کردند.
امیرانتظام در ۲۸ اوت ۲۰۰۸، نامه‌ای به دبیرکل سازمان ملل‌متحد، بان کی مون نوشت و خواستار دخالت سازمان ملل‌متحد و کمک آن‌ها در برقراری حقوق بشر و آزادی در ایران شد.

### انتشار کتاب خاطرات: آنسوی اتهام
وی در شهریور ۸۱ کتاب خاطرات خود را با نام آنسوی اتهام توسط نشر نی منتشر کرد.
کتاب در دو جلد منتشر شده و در مجموع ۶۸۰ صفحه دارد. اما بیشتر این صفحات به ضمایم و گزارش محاکمه اختصاص دارد. آنچه به خاطرات امیرانتظام مربوط می‌شود همان ۱۷۵ صفحه اول کتاب است که از ۱۷ شهریور ۱۳۵۷ آغاز و به زمان محاکمه اش ختم می‌شود.

#### مجادله با عباس عبدی
پس از انتشار کتاب آن سوی اتهام- خاطرات امیرانتظام بین عباس امیرانتظام و عباس عبدی مجادله‌ای درگرفت؛ امیرانتظام وی را بازجوی روزهای اول دستگیری خود خواند که با نفرتی تمام به او ناسزا می‌گفت. عبدی این مطلب را تکذیب و در مصاحبه‌ای ادعا کرد که «امیرانتظام وی را با شخصی به نام حسن عباسی که نامش نه مستعار بلکه واقعی است اشتباه گرفته است.»
در آن نامه عباس عبدی به عنوان یکی از دانشجویان اشغال‌کننده سفارت آمریکا در تهران، با اشاره به رأی دادگاه دربارهٔ جرم جاسوسی امیرانتظام نوشت: «آقای امیرانتظام مرتکب جرمی شده که مجازات آن را باید تحمل کند.»

### جبهه ملی ایران
امیر انتظام در سال ۱۳۸۲ از سوی اعضای شرکت‌کننده در پلنوم اللهیار صالح به سمت عضویت در شورای مرکزی جبهه ملی ایران پذیرفته شد. در جلسه اعضای شورای مرکزی برای تعیین هیئت رهبری امیر انتظام به همراه ادیب برومند، پرویز ورجاوند، ناصر فربد، نظام الدین موحد به سمت عضو هیئت رهبری برگزیده شد. در سال‌های بعد به دنبال مشکلات پیش آمده بر اثر بیماری فعالیت‌های خود را در جبهه ملی ایران محدود کرد و به عنوان مشاور هیئت رهبری در جلسات حضور می‌یافت.

### پیشنهاد تشکیل کنگره ملی
امیر انتظام در سال‌های اخیر کماکان به فعالیت‌های سیاسی خود ادامه داده است. پیشنهاد تشکیل کنگره ملی، در خواست از سازمان ملل برای نظارت بر انتخابات ریاست جمهوری سال ۸۴ در ایران و تماس و حمایت از تشکل‌های دانشجویی برخی از اقدامات وی است.

### حمایت از جنبش سبز ایران
امیر انتظام پس از سی‌امین سالگرد زندانی شدن خود پیامی به ملت ایران در سایت خود درج کرد و حمایت خود را از جنبش سبز ایران اعلام نمود.

### عیادت از محمد محمدی گیلانی
عباس امیرانتظام وقتی برای معالجه به بیمارستان پارس می‌رود و زمانی که متوجه می‌شود محمد محمدی گیلانی (قاضی دادگاه امیرانتظام) در آن بیمارستان بستری بود به عیادت او رفت.

## درگذشت
به گفته الهه امیرانتظام، وی صبح روز پنج‌شنبه ۲۱ تیر ۱۳۹۷ دچار تشنج شد و تلاش تیم پزشکی که برای احیای وی در منزل در تهران حضور یافته بودند بی‌نتیجه ماند. او پیش از رسیدن به بیمارستان بر اثر سکته قلبی درگذشت.
در نخستین سالگرد درگذشت امیرانتظام، سه فرزند او به خاطر «حبس، شکنجه و ایجاد شرایطی که موجب مرگ پدرشان» شد علیه جمهوری اسلامی ایران در یک دادگاه فدرال آمریکا در واشینگتن شکایت کردند. دادگاه طی حکمی جمهوری اسلامی را به پرداخت غرامتی نوزده و نیم میلیون دلاری محکوم کرد. علی هریس‌چی وکیل فرزندان امیرانتظام هدف اصلی فرزندان عباس امیرانتظام را اثبات بی‌گناهی پدرشان و دادخواهی علیه بی‌عدالتی‌های جمهوری اسلامی عنوان کرد.

## جوایز بین‌المللی
- جایزهٔ بین‌المللی حقوق بشر «برونو کرایسکی» در سال ۱۳۷۵.
- جایزهٔ بین‌المللی شهامت اخلاقی «کرانسکی» در سال ۱۳۸۳.
- جایزهٔ بین‌المللی حقوق بشر (لوح سپاس) «از سازمان حقوق بشر ایران _ به ریاست خانم شیرین عبادی» در سال ۱۳۸۶.